# Guy Oliver
Guy Oliver, all'anagrafe George Guy Oliver (Chicago, 25 settembre 1878 – Hollywood, 1º settembre 1932), è stato un attore statunitense.

## Biografia
Nato nell'Illinois, Oliver cominciò la sua carriera nel Missouri, a sei anni di età suonando come cornettista nella band musicale della sua famiglia. Proseguì la sua carriera musicale fino ai 21 anni, quando decide di fare l'attore. Nel 1908, venne assunto dalla Lubin di Filadelfia, con uno stipendio di tre dollari al giorno.
Dopo esser apparso in film prodotti dalla Eclair American, Kinemacolor e Selig Polyscope, Oliver giunse in California. Passò nel 1916 alla compagnia di Jesse L. Lasky, lavorando solo con un contratto verbale.

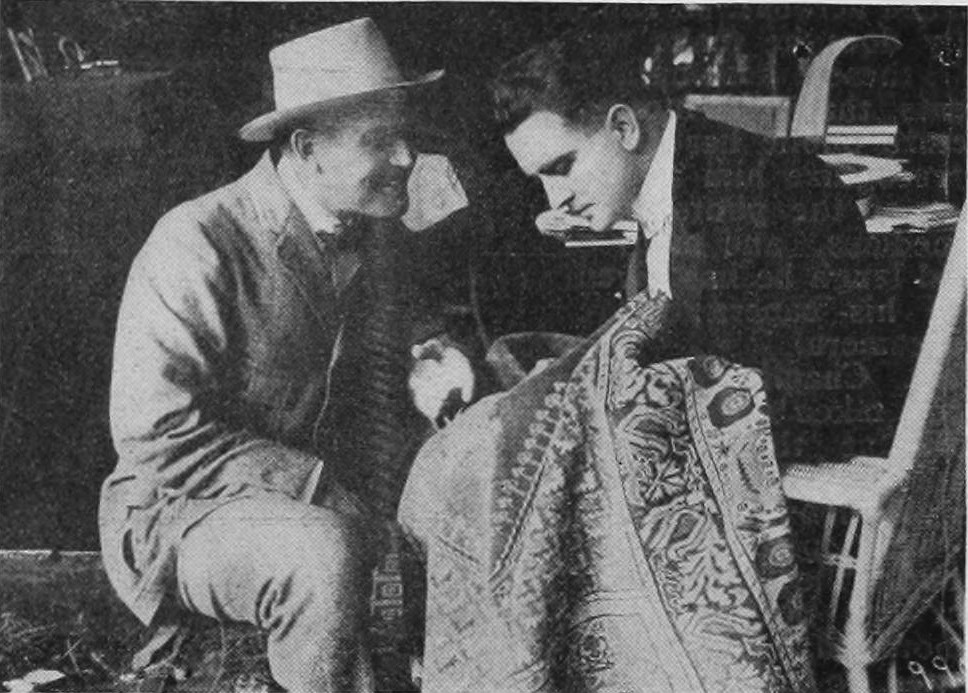
Guy Oliver e Wheeler Oakman in The Carpet from Bagdad (1915)

Oliver girò nel corso della sua carriera, durata vent'anni, oltre duecento pellicole. Recitò spesso a fianco di Wallace Reid, uno dei divi dell'epoca, in almeno ventisei film. Nel 1915, Oliver aveva firmato anche tre regie.
Venne costretto a ritirarsi dagli schermi nel 1931 a causa di problemi di salute, pur se lo studio continuò a tenerlo nel libro paga della compagnia. Il suo ultimo film fu Sooky, un film avventuroso della Paramount diretto da Norman Taurog e sceneggiato da Joseph L. Mankiewicz. Sooky uscì in sala negli ultimi giorni del 1931. Neanche un anno dopo, nel settembre 1932, Oliver moriva all'Hollywood Hospital di Hollywood dove era stato ricoverato a causa del tumore che lo aveva colpito. Aveva cinquantatré anni.

## Filmografia
La filmografia è completa. Quando manca il nome del regista, questo non viene riportato nei titoli

### Attore

#### 1910
- The Girls of the Range, regia di Francis Boggs (1910) – cortometraggio (1910)
- Western Justice (1910)
- The Indian Girl's Romance (1910)
- Faith Lost and Won (1910)
- The Almighty Dollar (1910)
- Spoony Sam (1910)
- An American Count – cortometraggio (1910)
- Making a Man of Him (1910)
- The Blue Horse Mine (1910)

#### 1911
- Good for Evil (1911)
- An Indian's Appreciation (1911)
- Bess of the Forest (1911)
- Hands Across the Sea in '76, regia di Lawrence B. McGill (1911)

#### 1912
- Keeping an Eye on Father (1912)
- No Wedding Bells for Me (1912)
- Bridge, regia di Étienne Arnaud (1912)
- It Pays to Be Kind, regia di G.T. Evans (1912)
- Brooms and Dustpans (1912)
- Little Hands, regia di Étienne Arnaud (1912)
- A Lucky Holdup (1912)
- Oh, You Ragtime!, regia di Étienne Arnaud (1912)
- The Raven (1912)
- Saved from the Titanic, regia di Étienne Arnaud (1912)
- The High Cost of Living , regia di Étienne Arnaud (1912)
- The Holy City, regia di Étienne Arnaud (1912) – cortometraggio
- A Double Misunderstanding – cortometraggio (1912)
- The Cedarville Scandal (1912)
- That Loving Man – cortometraggio (1912)
- The Double Cross (1912)
- Boys Again (1912)
- Wanted a Wife in a Hurry – cortometraggio (1912)
- Robin Hood, regia di Étienne Arnaud e Herbert Blaché – cortometraggio (1912)
- The Passing Parade – cortometraggio (1912)
- Between the Rifle Sights, regia di Edward LeSaint (1912)

#### 1913
- The Three Wise Men, regia di Colin Campbell – cortometraggio (1913)
- Parson Jim's Baby, regia di David Miles (1913)
- Local Color, regia di David Miles (1913)
- The Spell of the Primeval, regia di Edward LeSaint – cortometraggio (1913)
- The False Friend, regia di Edward LeSaint – cortometraggio (1913)
- The Woman of the Mountains, regia di Edward LeSaint – cortometraggio (1913)
- Big Jim of the Sierras, regia di Edward LeSaint – cortometraggio (1913)
- The Dandling Noose, regia di Edward LeSaint – cortometraggio (1913)
- Between the Rifle Sights, regia di Edward LeSaint – cortometraggio (1913)
- Trying Out No. 707, regia di Edward LeSaint – cortometraggio (1913)
- Outwitted by Billy, regia di Edward LeSaint – cortometraggio (1913)
- The Supreme Moment, regia di Edward LeSaint – cortometraggio (1913)
- Northern Hearts, regia di Edward J. Le Saint – cortometraggio (1913)
- The Lure of the Road, regia di Edward LeSaint – cortometraggio (1913)
- His Sister, regia di Edward LeSaint – cortometraggio (1913)
- The Adventures of Kathlyn, regia di Francis J. Grandon - serial cinematografico (1913)

#### 1914
- Unto the Third and Fourth Generation, regia di Edward LeSaint – cortometraggio (1914)
- Blue Blood and Red, regia di Edward LeSaint – cortometraggio (1914)
- A Splendid Sacrifice, regia di Edward LeSaint – cortometraggio (1914)
- Reconciled in Blood, regia di Edward LeSaint – cortometraggio (1914)
- The Mistress of His House, regia di Edward LeSaint – cortometraggio (1914)
- Memories, regia di Edward LeSaint – cortometraggio (1914)
- Little Lillian Turns the Tide, regia di Edward LeSaint – cortometraggio (1914)
- Kid Pink and the Maharajah, regia di Edward LeSaint – cortometraggio (1914)
- The Cop on the Beat, regia di Edward LeSaint – cortometraggio (1914)
- The Fire Jugglers, regia di Edward LeSaint – cortometraggio (1914)
- A Flirt's Repentance, regia di Edward LeSaint – cortometraggio (1914)
- The Schooling of Mary Ann, regia di Edward LeSaint – cortometraggio (1914)
- The Baby Spy, regia di Edward LeSaint – cortometraggio (1914)
- Dawn, regia di Edward LeSaint – cortometraggio (1914)
- The Girl Behind the Barrier, regia di Edward LeSaint – cortometraggio (1914)
- Judge Dunn's Decision, regia di Edward LeSaint – cortometraggio (1914)
- When the Night Call Came, regia di Edward LeSaint – cortometraggio (1914)
- Me an' Bill, regia di Colin Campbell (1914) – cortometraggio (1914)
- Reporter Jimmie Intervenes, regia di Edward LeSaint – cortometraggio (1914)
- Footprints, regia di Edward LeSaint – cortometraggio (1914)
- The Reporter on the Case, regia di Edward LeSaint – cortometraggio (1914)
- What Became of Jane?, regia di Edward LeSaint – cortometraggio (1914)
- The Sealed Oasis, regia di Edward LeSaint – cortometraggio (1914)
- Who Killed George Graves?, regia di Edward LeSaint – cortometraggio (1914)
- A Typographical Error, regia di Edward LeSaint – cortometraggio (1914)
- The Man in Black, regia di Edward LeSaint – cortometraggio (1914)
- Ye Vengeful Vagabonds, regia di Edward LeSaint – cortometraggio (1914)
- A Just Punishment, regia di Edward LeSaint – cortometraggio (1914)
- The Blue Flame, regia di Edward LeSaint – cortometraggio (1914)
- The Wasp, regia di Edward LeSaint – cortometraggio (1914)
- 'C D' - A Civil War Tale, regia di Edward LeSaint – cortometraggio (1914)
- The Broken 'X', regia di Edward LeSaint – cortometraggio (1914)
- The Fates and Ryan, regia di Edward LeSaint – cortometraggio (1914)
- One Traveler Returns, regia di Edward LeSaint – cortometraggio (1914)

#### 1915
- The Strange Case of Princess Khan, regia di Edward LeSaint – cortometraggio (1915)
- The Richest Girl in the World, regia di Edward LeSaint – cortometraggio (1915)
- The Spirit of the Violin, regia di Edward LeSaint – cortometraggio (1915)
- The Passer-By, regia di Edward LeSaint – cortometraggio (1915)
- The Black Diamond, regia di Edward LeSaint – cortometraggio (1915)
- The Lady of the Cyclamen, regia di Edward LeSaint – cortometraggio (1915)
- Retribution, regia di Edward LeSaint – cortometraggio (1915)
- Ashes of Gold, regia di Edward LeSaint – cortometraggio (1915)
- The Poetic Justice of Omar Khan, regia di Edward LeSaint – cortometraggio (1915)
- The Carpet from Bagdad, regia di Colin Campbell (1915)
- Ingratitude of Liz Taylor, regia di Edward LeSaint – cortometraggio (1915)
- The Blood Yoke, regia di Edward LeSaint – cortometraggio (1915)
- His Father's Rifle, regia di Edward LeSaint – cortometraggio (1915)
- At the Flood Tide, regia di Guy Oliver – cortometraggio (1915)
- Jimmy – cortometraggio (1915)
- The Strange Case of Talmai Lind, regia di William Robert Daly – cortometraggio (1915)
- The Circular Staircase, regia di Edward LeSaint (1915)
- Mutiny in the Jungle, regia di Frank Beal – cortometraggio (1915)
- The Bridge of Time, regia di Frank Beal – cortometraggio (1915)
- The Coquette's Awakening, regia di Frank Beal – cortometraggio (1915)
- I'm Glad My Boy Grew Up to Be a Soldier, regia di Frank Beal - mediometraggio (1915)

#### 1916
- Why Love Is Blind, regia di George Nichols – cortometraggio (1916)
- Tom Martin: A Man, regia di George Nichols – cortometraggio (1916)
- Thou Shalt Not Covet, regia di Colin Campbell (1916)
- The Regeneration of Jim Halsey, regia di Colin Campbell – cortometraggio (1916)
- Number 13, Westbound, regia di Frank Beal – cortometraggio (1916)
- The Devil, the Servant, and the Man, regia di Frank Beal – cortometraggio (1916)
- The Three Wise Men, regia di Colin Campbell – cortometraggio (1916)
- The Temptation of Adam, regia di Alfred E. Green – cortometraggio (1916)
- Into the Primitive, regia di Thomas N. Heffron (1916)
- The Reprisal, regia di William Robert Daly – cortometraggio (1916)
- The Valiants of Virginia, regia di Thomas N. Heffron (1916)
- The Sacrifice, regia di Frank Beal – cortometraggio (1916)
- The Return, regia di Thomas N. Heffron – cortometraggio (1916)
- The Germ of Mystery, regia di William Robert Daly – cortometraggio (1916)
- Out of the Mist, regia di William Robert Daly – cortometraggio (1916)

#### 1917
- The Golden Fetter, regia di Edward J. Le Saint (1917)
- L'odio del rajah (Each to His Kind), regia di Edward J. Le Saint (1917)
- Those Without Sin, regia di Marshall Neilan (1917)
- La bottiglia incantata (The Bottle Imp), regia di Marshall Neilan (1917)
- Freckles, regia di Marshall Neilan (1917)
- The Little American, regia di Cecil B. DeMille e Joseph Levering (non accreditati) (1917)
- The Hostage, regia di Robert Thornby (1917)
- Nostalgia dell'Oriente (The Call of the East), regia di George Melford (1917)
- Nan of Music Mountain, regia di George Melford e, non accreditato, Cecil B. DeMille (1917)

#### 1918
- Jules of the Strong Heart, regia di Donald Crisp (1918)
- Rimrock Jones, regia di Donald Crisp (1918)
- The Whispering Chorus, regia di Cecil B. DeMille (1918)
- Il giglio selvatico (M'Liss), regia di Marshall Neilan (1918)
- Old Wives for New, regia di Cecil B. DeMille (1918)
- Il sacrificio di Tamura (The Bravest Way), regia di George Melford (1918)
- Less Than Kin, regia di Donald Crisp (1918)
- Such a Little Pirate, regia di George Melford (1918)
- The Squaw Man, regia di Cecil B. DeMille (1918)

#### 1919
- Under the Top, regia di Donald Crisp (1919)
- The Dub , regia di James Cruze (1919)
- Venus in the East, regia di Donald Crisp (1919)
- Perché cambiate marito? (Don't Change Your Husband), regia di Cecil B. DeMille (1919)
- Alias Mike Moran, regia di James Cruze (1919)
- The Poor Boob, regia di Donald Crisp (1919)
- The Roaring Road, regia di James Cruze (1919)
- Rustling a Bride, regia di Irvin Willat (1919)
- Putting It Over, regia di Donald Crisp (1919)
- Secret Service, regia di Hugh Ford (1919)
- The Heart of Youth, regia Robert G. Vignola (1919)
- The Valley of the Giants, regia di James Cruze (1919)
- Told in the Hills, regia di George Melford (1919)
- The Lottery Man, regia di James Cruze (1919)
- In Mizzoura, regia di Hugh Ford (1919)
- Hawthorne of the U.S.A., regia di James Cruze (1919)
- Maschio e femmina (Male and Female), regia di Cecil B. DeMille (1919)
- It Pays to Advertise, regia di Donald Crisp (1919)

#### 1920
- Quarta velocità (Double Speed), regia di Sam Wood (1920)
- Scusi se le faccio mangiare polvere (Excuse My Dust), regia di Sam Wood (1920)
- The Sins of St. Anthony , regia di James Cruze (1920)
- A Cumberland Romance, regia di Charles Maigne (1920)
- The Round-Up, regia di George Melford (1920)
- The Sins of Rosanne, regia di Tom Forman (1920)
- Always Audacious, regia di James Cruze (1920)

#### 1921
- The Jucklins, regia di George Melford (1921)
- What Every Woman Knows, regia di William C. de Mille (1921)
- La città degli uomini silenziosi (The City of Silent Men), regia di Tom Forman (1921)
- Too Much Speed, regia di Frank Urson (1921)
- Moonlight and Honeysuckle, regia di Joseph Henabery (1921)
- Fragilità, sei femmina! (The Affairs of Anatol), regia di Cecil B. DeMille (1921)
- A Prince There Was, regia di Tom Forman (1921)
- Paradiso folle (Fool's Paradise), regia di Cecil B. DeMille (1921)
- The Little Minister, regia di Penrhyn Stanlaws (1921)
- A Virginia Courtship, regia di Frank O'Connor (1921)

#### 1922
- A Homespun Vamp, regia di Frank O'Connor (1922)
- The World's Champion, regia di Phil Rosen (1922)
- Across the Continent, regia di Phil Rosen (1922)
- Our Leading Citizen, regia di Alfred E. Green (1922)
- Pink Gods, regia di Penrhyn Stanlaws (1922)
- La corsa al piacere (Manslaughter), regia di Cecil B. DeMille (1922)
- The Cowboy and the Lady, regia di Charles Maigne (1922)

#### 1923
- Mr. Billings Spends His Dime, regia di Wesley Ruggles (1923)
- I pionieri (The Covered Wagon), regia di James Cruze (1923)
- Sixty Cents an Hour, regia di Joseph Henabery (1923)
- La donna dalle quattro facce (The Woman with Four Faces), regia di Herbert Brenon (1923)
- Hollywood, regia di James Cruze (1923)
- To the Last Man, regia di Victor Fleming (1923)
- La vampa (The Cheat), regia di George Fitzmaurice (1923)
- Ruggles of Red Gap, regia di James Cruze (1923)

#### 1924
- The Dawn of a Tomorrow, regia di George Melford (1924)
- The Bedroom Window, regia di William C. de Mille (1924)
- Changing Husbands, regia di Paul Iribe e Frank Urson (1924)
- Ai confini della civiltà (North of 36), regia di Irvin Willat (1924)

#### 1925
- Il letto d'oro (The Golden Bed), regia di Cecil B. DeMille (1925)
- Sparvieri d'acciaio (The Air Mail), regia di Irvin Willat (1925)
- Stirpe eroica (The Vanishing American), regia di George B. Seitz (1925)
- Donna di mondo (A Woman of the World), regia di Malcolm St. Clair (1925)

#### 1926
- Il corsaro mascherato (The Eagle of the Sea), regia di Frank Lloyd (1926)
- L'aquila dei mari (Old Ironsides), regia di James Cruze (1926)
- L'uomo della foresta (Man of the Forest), regia di John Waters (1926)

#### 1927
- Il cavaliere misterioso (The Mysterious Rider), regia di John Waters (1927)
- Il demone dell'Arizona (Arizona Bound)), regia di John Waters (1927)
- Riscossa indiana (Drums of the Desert), regia di John Waters (1927)
- Nevada il tiratore (Nevada), regia di John Waters (1927)
- Shootin' Irons, regia di Richard Rosson (1927)
- I predoni del West (Open Range), regia di Clifford Smith (1927)

#### 1928
- Naufraghi dell'amore (Half a Bride), regia di Gregory La Cava (1928)
- Guardie... arrestatemi! (Love and Learn), regia di Frank Tuttle (1928)
- Crepuscolo di gloria (The Last Command), regia di Josef von Sternberg (1928)
- Tastatemi il polso, regia di Gregory La Cava (Feel My Pulse) (1928)
- Ladro suo malgrado (Easy Come, Easy Go), regia di Frank Tuttle (1928)
- Gli ultimi pionieri (The Vanishing Pioneer), regia di John Waters (1928)
- La rivincita di Fanny (Hot News), regia di Clarence G. Badger (1928)
- I dannati dell'oceano (The Docks of New York), regia di Josef von Sternberg (1928)
- Beggars of Life, regia di William A. Wellman (1928)
- Frana (Avalanche), regia di Otto Brower (1928)
- Una donnina energica (Three Weekends), regia di Clarence G. Badger (1928)

#### 1929
- Sunset Pass, regia di Otto Brower (1929)
- The Dummy, regia di Robert Milton (1929)
- La canzone dei lupi (The Wolf Song) (1929)
- The Studio Murder Mystery, regia di Frank Tuttle (1929)
- Stairs of Sand (1929)
- La danza della vita (The Dance of Life) (1929)
- The Fighting Terror (1929)
- Woman Trap (1929)
- La via del cielo (Halfway to Heaven) (1929)

#### 1930
- The Kibitzer, regia di Edward Sloman (1930)
- La corsa all'amore (Burning Up), regia di A. Edward Sutherland (1930)
- Only the Brave, regia di Frank Tuttle (1930)
- The Benson Murder Case, regia di Frank Tuttle (1930)
- The Light of Western Stars, regia di Otto Brower e Edwin H. Knopf (1930)
- The Devil's Holiday, regia di Edmund Goulding (1930)
- The Texan, regia di John Cromwell (1930)
- True to the Navy, regia di Frank Tuttle (1930)
- For the Defense, regia di John Cromwell (1930)
- Manslaughter, regia di George Abbott (1930)
- Piccolo caffè (Playboy of Paris), regia di Ludwig Berger (1930)

#### 1931
- Il fuciliere del deserto (Fighting Caravans),[2] regia di Otto Brower e David Burton (1931)
- Orda conquistatrice (The Conquering Horde), regia di Edward Sloman (1931)
- Skippy, regia di Norman Taurog (1931)
- Gun Smoke, regia di Edward Sloman (1931)
- Dude Ranch, regia di Frank Tuttle (1931)
- Up Pops the Devil, regia di A. Edward Sutherland (1931)
- The Lawyer's Secret, regia di Louis J. Gasnier e Max Marcin (1931)
- Per una donna (I Take This Woman), regia di Marion Gering (1931)
- Murder by the Clock, regia di Edward Sloman (1931)
- The Magnificent Lie, regia di Berthold Viertel (1931)
- Una tragedia americana (An American Tragedy), regia di Josef von Sternberg (1931)
- Huckleberry Finn, regia di Norman Taurog (1931)
- Caught, regia di Edward Sloman (1931)
- Beloved Bachelor, regia di Lloyd Corrigan (1931)
- La follia dell'oro (Rich Man's Folly), regia di John Cromwell (1931)
- Touchdown, regia di Norman Z. McLeod (1931)
- Sooky, regia di Norman Taurog (1931)

### Regista
- The Angel of Spring – cortometraggio (1915)
- The Coyote – cortometraggio (1915)
- At the Flood Tide – cortometraggio (1915)

## Galleria d’immagini

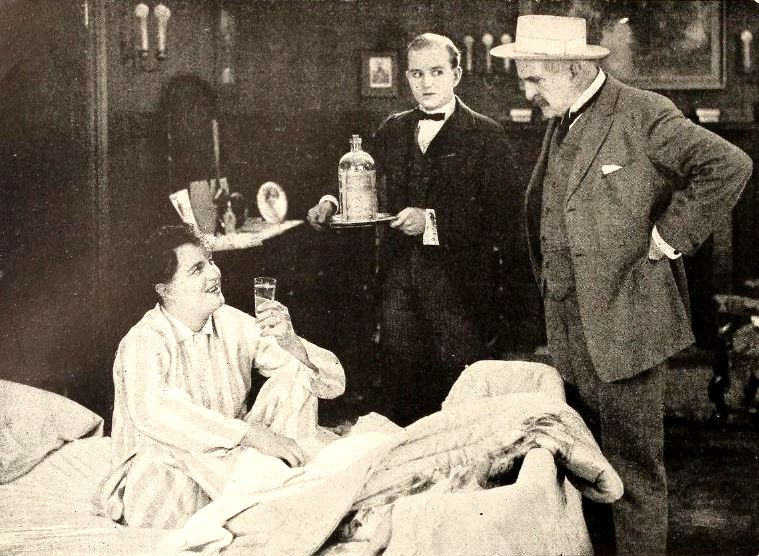
Bryant Washburn, Oliver (al centro) e Frank Currier in It Pays to Advertise
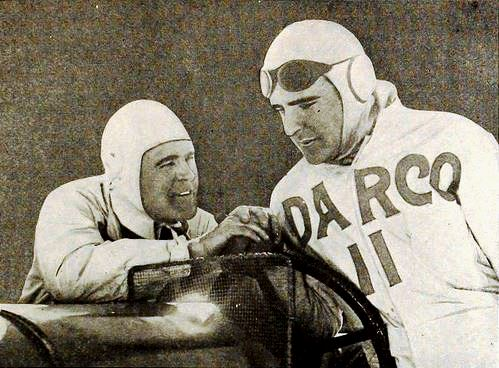
Guy Oliver e Wallace Reid in The Roaring Road (1919)